# Parasarcophaga bohboti
Parasarcophaga bohboti är en tvåvingeart som beskrevs av Andy Z. Lehrer 2000. Parasarcophaga bohboti ingår i släktet Parasarcophaga och familjen köttflugor. Inga underarter finns listade i Catalogue of Life.